# Вибори до Європейського парламенту в Угорщині 2004
Вибори до Європейського парламенту в Угорщині в 2004 році проходили 13 червня. На цих виборах було обрано 24 депутата від країни. Явка на виборах становила 38,5%.

## Результати
| Партія                                 | Голосів           | Місць |
| -------------------------------------- | ----------------- | ----- |
| Фідес — Угорський громадянський союз   | 1 457 750 (47,4%) | 12    |
| Угорська соціалістична партія          | 1 054 921 (34,3%) | 9     |
| Альянс вільних демократів              | 237 908 (7,77%)   | 2     |
| Угорський демократичний форум          | 164 025 (5,33%)   | 1     |
| Угорська партія справедливості і життя | 72 203 (2,35%)    | 0     |
| Угорська комуністична робоча партія    | 56 221 (1,83%)    | 0     |